# Francesco Panetta
Francesco Panetta (Siderno, 10 gennaio 1963) è un ex siepista e mezzofondista italiano, campione mondiale dei 3000 metri siepi a Roma 1987 e campione europeo a Spalato 1990.
Attivo tra la fine degli anni ottanta e l'inizio degli anni novanta e allenato da Giorgio Rondelli, è stato uno specialista dei 10000 metri piani e dei 3000 metri siepi, disciplina quest'ultima in cui ha ottenuto i successi internazionali più prestigiosi e della quale è ancora oggi il primatista italiano.

## Biografia
Panetta fece il suo esordio in azzurro agli Europei juniores del 1981 a Francoforte, dove corse la gara dei 3000 m siepi sotto una pioggia battente.
Nel 1986 agli Europei di Stoccarda vinse la medaglia d'argento sempre nei 3000 m siepi, affermandosi come il miglior interprete italiano sulla distanza.
L'anno della sua consacrazione fu il 1987, quando con il tempo di 8'08"57 vinse la medaglia d'oro dei 3000 m siepi ai Mondiali di Roma siglando anche la miglior prestazione dell'anno sulla distanza e il record italiano (tuttora imbattuto). Sempre a Roma ottenne anche un argento nei 10000 m piani, dove fu sconfitto dal keniota Paul Kipkoech.
Ai Giochi olimpici di Seul 1988 si presentò fra i favoriti, riuscendo senza problemi a raggiungere la finale. Qui la sua tattica fu di stare davanti e fare la gara sul ritmo, per sfiancare gli avversari. Dopo 2000 metri però, al primo allungo dei rivali, non riuscì a tenere il ritmo e finì nelle retrovie. Il keniota Kariuki prese in mano le redini della gara e vinse battendo il connazionale Koech. Quarto l'altro italiano Alessandro Lambruschini, nono Panetta.
Il riscatto arrivò agli Europei di Spalato 1990 dove vinse la medaglia d'oro davanti al britannico Mark Rowland e a Lambruschini, che di lì a breve ereditò da Panetta il ruolo di miglior italiano sulla distanza.
Nel 1994, agli Europei di Helsinki, Panetta si presentò ormai a fine carriera, quasi comprimario rispetto agli altri azzurri Lambruschini e Carosi che partivano con ambizioni di vittoria. Alla finale arrivarono tutti e tre gli atleti italiani, ma il favorito Lambruschini dopo pochi giri di gara cadde su un ostacolo. Panetta lo aiutò a rialzarsi e lo aiutò a riportarsi nel gruppo dei migliori. Lambruschini vinse la gara e l'oro europeo, Panetta finì fuori dal podio, ma il suo gesto d'altruismo è rimasto nella memoria degli sportivi italiani anche più delle sue medaglie passate.
Nel suo ricco palmarès, oltre ai successi internazionali ha conquistato anche dieci titoli italiani: uno nei 5000 m piani (1988), uno nei 10000 m piani (1986), due nei 3000 m siepi (1985 e 1988) e sei nella corsa campestre (dal 1987 al 1992). Ha inoltre vinto per cinque volte il Campaccio.
Ha lavorato come consulente per Diadora S.p.A e Timex Italia, ed è stato alcune volte il commentatore tecnico per Rai Sport durante i più importanti eventi dell'atletica mondiale.

## Record nazionali

### Seniores
- 3000 metri siepi: 8'08"57 ( Roma, 5 settembre 1987)

## Palmarès
| Anno | Manifestazione    | Sede        | Evento         | Risultato  | Prestazione | Note                  |
| ---- | ----------------- | ----------- | -------------- | ---------- | ----------- | --------------------- |
| 1981 | Mondiali di cross | Madrid      | Corsa juniores | 9º         | 22'31"      |                       |
| 1982 | Mondiali di cross | Roma        | Corsa juniores | 6º         | 37 p.       |                       |
| 1982 | Mondiali di cross | Roma        | A squadre      | Argento    | 23'08"      |                       |
| 1983 | Mondiali di cross | Gateshead   | Corsa seniores | 69º        | 38'37"      |                       |
| 1984 | Mondiali di cross | New York    | Corsa seniores | 10º        | 33'54"      |                       |
| 1984 | Giochi olimpici   | Los Angeles | 10000 m piani  | Batteria   | 29'00"78    |                       |
| 1984 | Giochi olimpici   | Los Angeles | 3000 m siepi   | Semifinale | 8'31"24     |                       |
| 1985 | Mondiali di cross | Lisbona     | Corsa seniores | 36º        | 34'33"      |                       |
| 1986 | Europei           | Stoccarda   | 3000 m siepi   | Argento    | 8'16"85     |                       |
| 1987 | Mondiali di cross | Varsavia    | Corsa seniores | 13º        | 37'12"      |                       |
| 1987 | Mondiali          | Roma        | 10000 m piani  | Argento    | 27'48"98    |                       |
| 1987 | Mondiali          | Roma        | 3000 m siepi   | Oro        | 8'08"57     | Record dei campionati |
| 1988 | Mondiali di cross | Auckland    | Corsa seniores | 52º        | 36'57"      |                       |
| 1988 | Giochi olimpici   | Seul        | 3000 m siepi   | 9º         | 8'17"79     |                       |
| 1989 | Mondiali di cross | Stavanger   | Corsa seniores | 12º        | 40'51"      |                       |
| 1990 | Europei           | Spalato     | 3000 m siepi   | Oro        | 8'12"66     |                       |
| 1991 | Mondiali          | Tokyo       | 3000 m siepi   | 8º         | 8'26"79     |                       |
| 1993 | Mondiali          | Stoccarda   | 10000 m piani  | 6º         | 28'27"05    |                       |
| 1994 | Europei           | Helsinki    | 3000 m siepi   | 8º         | 8'28"25     |                       |

## Campionati nazionali
- 1 volta campione nazionale assoluto dei 5000 m piani (1988)
- 1 volta campione nazionale assoluto dei 10000 m piani (1986)
- 2 volta campione nazionale assoluto dei 3000 m siepi (1985, 1988)
- 6 volte campione nazionale assoluto della corsa campestre (1987, 1988, 1989, 1990, 1991, 1992)

## Altre competizioni internazionali
1982
- Oro al Cross dell'Altopiano ( Clusone), gara juniores - 23'14"

1983
- Oro alla Maratonina d'inverno ( Monza) - 1h04'28"
- 6º alla Scarpa d'Oro ( Vigevano), 6,7 km - 18'59"
- 6º alla Cinque Mulini ( San Vittore Olona) - 31'39"
- 7º al Campaccio ( San Giorgio su Legnano) - 35'30"
- Argento al Cross dell'Altopiano ( Clusone) - 36'21"

1984
- 8º alla Cinque Mulini ( San Vittore Olona) - 32'11"
- Argento al Cross di Chartres ( Chartres) - 38'17"

1986
- Oro alla Greifenseelauf ( Zurigo), 19,5 km - 58'46"
- Argento alla BOclassic ( Bolzano) - 29'25"
- 11º alla Cinque Mulini ( San Vittore Olona) - 31'54"
- Oro al Campaccio ( San Giorgio su Legnano) - 36'16"

1987
- Oro alla Mezza maratona di Monza ( Monza) - 1h01'48"
- Oro al Giro al Sas ( Trento), 12 km - 35'57"
- Bronzo alla Cinque Mulini ( San Vittore Olona) - 30'47"
- Oro al Campaccio ( San Giorgio su Legnano) - 35'15"
- Oro al Cross della Vallagarina ( Villa Lagarina)

1988
- Argento alla Stramilano ( Milano) - 1h02'51"
- Oro al Giro al Sas ( Trento), 12 km - 35'43"
- Oro alla Corsa di Santo Stefano ( Bologna), 5 miglia - 23'23"

1989
- Argento alla Stramilano ( Milano) - 1h01'53"
- 5º al Giro al Sas ( Trento), 12 km - 37'04"
- Argento alla BOclassic ( Bolzano) - 28'30"
- Oro al Gran Premio Internazionale di Calabria ( Siderno), 9 km - 26'21"
- 5º alla Cinque Mulini ( San Vittore Olona) - 31'21"
- Oro al Campaccio ( San Giorgio su Legnano) - 34'24"
- Oro al Cross della Vallagarina ( Villa Lagarina) - 27'54"
- Bronzo al Cross delle Orobie ( Bergamo) - 28'13"

1990
- 4º alla Stramilano ( Milano) - 1h02'11"
- 4º alla BOclassic ( Bolzano) - 28'50"
- Oro al Campaccio ( San Giorgio su Legnano) - 34'42"
- Oro al Cross della Vallagarina ( Villa Lagarina) - 28'25"
- Oro al Cross di Alà dei Sardi ( Alà dei Sardi) - 31'15"

1991
- Bronzo alla BOclassic ( Bolzano) - 28'37"
- Argento al Carnevale d'Europa ( Cento), 5 miglia - 22'37"
- 9º alla Cinque Mulini ( San Vittore Olona) - 33'00"
- Bronzo al Campaccio ( San Giorgio su Legnano) - 36'40"

1992
- Argento alla Roma-Ostia ( Roma) - 1h02'31"
- Oro alla Cagliari Corre ( Cagliari), 8 km - 23'20"
- Argento al Campaccio ( San Giorgio su Legnano) - 34'11"
- Argento al Cross della Vallagarina ( Villa Lagarina) - 28'35"
- Argento al Cross del Gigante ( Inverigo) - 30'52"

1993
- 6º alla Stramilano ( Milano) - 1h01'59"
- 6º alla BOclassic ( Bolzano) - 29'04"
- Oro alla Scarpa d'oro ( Vigevano), 8 km - 23'27"
- Oro al Campaccio ( San Giorgio su Legnano) - 34'05"
- Oro al Cross della Vallagarina ( Villa Lagarina) - 28'04"
- 6º al Cross di Alà dei Sardi ( Alà dei Sardi) - 30'50"
- 4º all'Amendoeiras em Flor ( Albufeira) - 29'39"
- Oro al Cross del Gigante ( Inverigo) - 29'26"
- Oro al Cross del Sud ( Lanciano) - 21'35"

1994
- 4º al Campaccio ( San Giorgio su Legnano) - 38'15"
- Argento al Cross della Vallagarina ( Villa Lagarina) - 29'21"
- 8º al Cross di Alà dei Sardi ( Alà dei Sardi) - 31'35"
- Oro al Cross del Gigante ( Inverigo) - 32'20"
- 4º al Cross del Sud ( Lanciano) - 16'48"

1995
- 8º alla Scarpa d'oro ( Vigevano), 8 km - 24'26"
- 4º al Campaccio ( San Giorgio su Legnano) - 34'32"

1996
- 14º alla Maratona di Torino ( Torino) - 2h15'15"
- Oro alla Mezza maratona di Bologna ( Bologna) - 1h03'46"
- Oro alla Mezza maratona di Verona ( Verona) - 1h04'31"
- Argento al Giro podistico internazionale di Castelbuono ( Castelbuono) - 33'29"
- Argento al Giro Podistico Città di Arco ( Arco) - 28'08"
- Argento al Cross della Vallagarina ( Villa Lagarina) - 28'38"

1997
- Argento alla Mezza maratona di Verona ( Verona) - 1h05'09"
- 8º al Giro podistico internazionale di Castelbuono ( Castelbuono) - 33'31"
- 12º alla BOclassic ( Bolzano) - 29'15"
- 7º al Cross della Vallagarina ( Villa Lagarina) - 29'24"
- 10º al Cross di Alà dei Sardi ( Alà dei Sardi) - 31'48"

1998
- 12º alla Stramilano ( Milano) - 1h06'09"
- 15º al Giro al Sas ( Trento), 10,9 km - 32'44"